# Патерсон, Эндрю Бартон
Эндрю Бартон «Банджо» Патерсон (англ. Andrew Barton «Banjo» Paterson, 17 февраля 1864 года, Нарамбла, Новый Южный Уэльс — 5 февраля 1941 года, Сидней) — австралийский поэт, автор баллад и стихотворений, действие которых происходит в сельской Австралии. Наиболее известное произведение Патерсона — «Танцующая Матильда» (Waltzing Matilda) — часто рассматривается как неофициальный гимн Австралии. Портрет Патерсона изображён на купюре в 10 австралийских долларов.
На русский язык переведено лишь небольшое количество стихотворений Патерсона.

## Биография
Эндрю Бартон Патерсон родился в британской колонии Новый Южный Уэльс в 1864 году, старший из семи детей в семье. Его отец Эндрю Богл Патерсон был иммигрантом из Шотландии, мать, Изабелла Патерсон, урождённая Бартон, была родственницей будущего премьер-министра Австралии Эдмунда Бартона. До десяти лет будущий поэт жил на семейном ранчо в Иллалонге. Его отец, не достигший особенного успеха в разведении овец, вынужден был продать ранчо, но остался на нём управляющим. Затем Эндрю Паттерсон-младший посещал среднюю школу в Сиднее, живя с бабушкой со стороны матери. В дальнейшем он получил юридическое образование и до 1899 года работал солиситором, после чего стал зарабатывать на жизнь как журналист.
В конце 1889 года Патерсон под псевдонимом «Банджо» (англ. The banjo) опубликовал в сиднейском журнале «The Bulletin», выходящим для жителей сельской Австралии, первое стихотворение, англ. Clancy of The Overflow. Он продолжал регулярно публиковаться в «The Bulletin» под псевдонимом, пока в 1895 году не вышел его первый поэтический сборник, «Парень со Снежной реки и другие стихотворения» (англ. The Man from Snowy River and Other Verses), в котором псевдоним был раскрыт.
В 1899 году Патерсон нанялся на работу корреспондентом в газету «Sydney Morning Herald» и поехал в Южную Африку, откуда передавал репортажи об Англо-бурской войне. Затем он отправился в Китай для освещения Боксёрского восстания, но к моменту его прибытия восстание уже закончилось. Вернувшись через Лондон в Сидней, Патерсон некоторое время путешествовал по Австралии, читая лекции о своём южноафриканском опыте. В 1903 году он женился на Элис Эмили Уокер (англ. Alice Emily Walker). У них было двое детей, Грейс (1904) и Хью (1906).
В дальнейшем Патерсон был редактором газеты «Sydney Evening News», затем «Town and Country Journal». Во время Первой мировой войны отправился в Европу, работал водителем во Франции и в тыловых австралийских частях в Египте. По возвращении в Австралию стал зарабатывать на жизнь литературной деятельностью. Выпустил три сборника стихов — кроме уже упоминавшегося, «Парень со Снежной реки и другие стихотворения», ещё англ. Rio Grande's Last Race and Other Verses (1902) и англ. Saltbush Bill J.P. and Other Verses (1917). Все три были переизданы в 1921 году в одном томе. Он также опубликовал два романа — англ. An Outback Marriage (1906) и англ. The Shearer's Colt (1936), сборник рассказов англ. Three Elephant Power and Other Stories (1917) и книгу воспоминаний англ. Happy Dispatches (1934).
Эндрю Бартон Патерсон умер от инфаркта в Сиднее 5 февраля 1941 года. Похоронен в Сиднее.

## Творчество
Банджо Патерсон в первую очередь известен своими балладами, действие которых происходит в австралийском буше (для этого жанра, главным представителем которого является Патерсон, даже есть специальный термин — баллады буша, англ. Bush ballads). Героями баллад, написанных от первого и третьего лица, являются фермеры и охотники. Баллады эти были и остаются чрезвычайно популярными. Патерсон может считаться самым известным  австралийским поэтом всех времён. По оценкам журнала «London Literary Yearbook», дебютный сборник Патерсона,  «Парень со Снежной реки и другие стихотворения», прочло больше людей, чем любого другого англоязычного автора, за исключением Редьярда Киплинга. Творчество Патерсона подвергалось критике, прежде всего его соотечественником Генри Лоусоном за простоту мотивов и идеализацию сельской жизни городским жителем. Патерсон написал ответ Лоусону, в котором, в свою очередь, оценил произведения последнего как мрачные и пессимистичные.
Баллады традиционно возникали в пограничных областях, при освоении новых земель. Баллады Патерсона следуют этой же традиции и представляют читателю пионеров, осваивающих мир австралийского буша.
При всей огромной популярности, Патерсона нельзя назвать полностью успешным поэтом. Многие его произведения рассматриваются как недостаточно отшлифованные и как разочаровывающие. С другой стороны, лучшие баллады Патерсона находятся на слуху у австралийцев, многие строки стали нарицательными.